# تشانيل كريسويل
تشانيل كريسويل (بالإنجليزية: Chanel Cresswell)‏ هي ممثلة بريطانية، ولدت في 23 يناير 1990 في المملكة المتحدة. من الجوائز التي نالتها British Academy Television Award for Best Supporting Actress ‏ سنة 2016.

## أعمال

### أفلام
- (2006) هذه هي إنجلترا[6][7]

## جوائز
- British Academy Television Award for Best Supporting Actress [الإنجليزية]‏ (2016)

## وصلات خارجية
- تشانيل كريسويل على موقع IMDb (الإنجليزية)
- تشانيل كريسويل على موقع ديسكوغز (الإنجليزية)
- تشانيل كريسويل على موقع قاعدة بيانات الفيلم (الإنجليزية)